# STX EU Enlarge 15
Le Stoxx EU Enlarged 15 (en français : Stoxx UE Élargie 15) est un indice boursier composé de 15 entreprises basées dans les pays ayant rejoint l'Union européenne le 1er mai 2004 (Chypre, Estonie, Hongrie, République tchèque, Lettonie, Lituanie, Malte, Pologne, Slovaquie et Slovénie).

## Composition
Au 28 juin 2011, le STOXX EU Enlarged 15 se composait des titres suivants:
| Symbole  | Société                                  | Pays               | Secteur                    |
| -------- | ---------------------------------------- | ------------------ | -------------------------- |
| BOC GA   | Bank of Cyprus                           | Chypre             | Finance                    |
| PEO PW   | Bank Pekao SA                            | Pologne            | Finance                    |
| CEZ CD   | ČEZ                                      | République tchèque | Services aux collectivités |
| KGH PW   | KGHM Polska Miedź                        | Pologne            | Matériaux                  |
| KOMB CD  | Komerční banka                           | République tchèque | Finance                    |
| KRKG SV  | Krka                                     | Slovénie           | Santé                      |
| MTEL HB  | Magyar Telekom                           | Hongrie            | Télécommunications         |
| MOL HB   | MOL                                      | Hongrie            | Énergie                    |
| OTP HB   | OTP Bank                                 | Hongrie            | Finance                    |
| PGE PW   | Polska Grupa Energetyczna                | Pologne            | Services aux collectivités |
| PGN PW   | Polskie Gornictwo Naftowe i Gazownictwo  | Pologne            | Énergie                    |
| PKO PW   | Powszechna Kasa Oszczednosci Bank Polski | Pologne            | Finance                    |
| RICHT HB | Richter Gedeon Nyrt                      | Hongrie            | Santé                      |
| SPTT CD  | Telefónica O2 Czech Republic             | République tchèque | Télécommunications         |
| TPS PW   | Telekomunikacja Polska                   | Pologne            | Télécommunications         |